# Искендеров, Эльдар Гусейн оглы
 Искендеров Эльдар Гусейн оглы (род. 30 августа 1950, Баку) — азербайджанский виолончелист, Профессор Кафедры Струнных Инструментов Станбульской Государственной Консерватории, Народный артист Азербайджанской Республики (2005 год). Основатель Ансамбля виолончелистов 'Çello's timbre'.

## Жизнь и карьера
Эльдар Гусейн оглы Искендеров родился 30 августа 1950 года в городе Баку. Его отец, Гусейн Искендеров, работал секретарем Центрального Комитета Коммунистической партии Азербайджана и министром автомобильного транспорта Азербайджанской ССР, а мать, Сугра Гаибова, была одной из первых азербайджанских нефтяных инженеров-женщин, награжденной орденом Ленина.
С 1957 по 1968 и с 1978 по 1986 годы Эльдар Искендеров обучался в Бакинской музыкальной школе имени Буль-Бюля сначала у Владимира Аншелевича, а затем у Исаака Турича по специальности виолончель. С 1968 по 1973 годы он продолжил образование в Азербайджанской Государственной Консерватории им. Узеира Гаджибекова в классе Сабира Алиева. На втором курсе он был признан дипломантом и лауреатом Закавказского конкурса музыкантов и награжден почетным дипломом на III Всемирном конкурсе виолончелистов.
С 1973 года Эльдар Искендеров работал в симфоническом оркестре Азербайджанского Государственного академического театра оперы и балета. С 1975 по 1977 годы он обучался в Московской Государственной Консерватории у Татьяны Прийменко, затем был приглашен в Азербайджанскую Государственную Консерваторию в качестве преподавателя.
В 1981 году Эльдар Искендеров был удостоен почетного диплома на всемирном фестивале творчества студентов высших учебных заведений. В том же году он прошел специализированные курсы в Львове, а в 1988 году в Тбилиси. Эльдар Искендеров сотрудничал с многими азербайджанскими композиторами, принимая активное участие в создании ряда произведений и являясь их первым исполнителем, редактором и интерпретатором.

## Награды и звания
- Заслуженный артист Азербайджанской Республики — 17 мая 1991 года
- Народный артист Азербайджанской Республики [2] — 16 сентября 2005 года